# Halladayova turbína

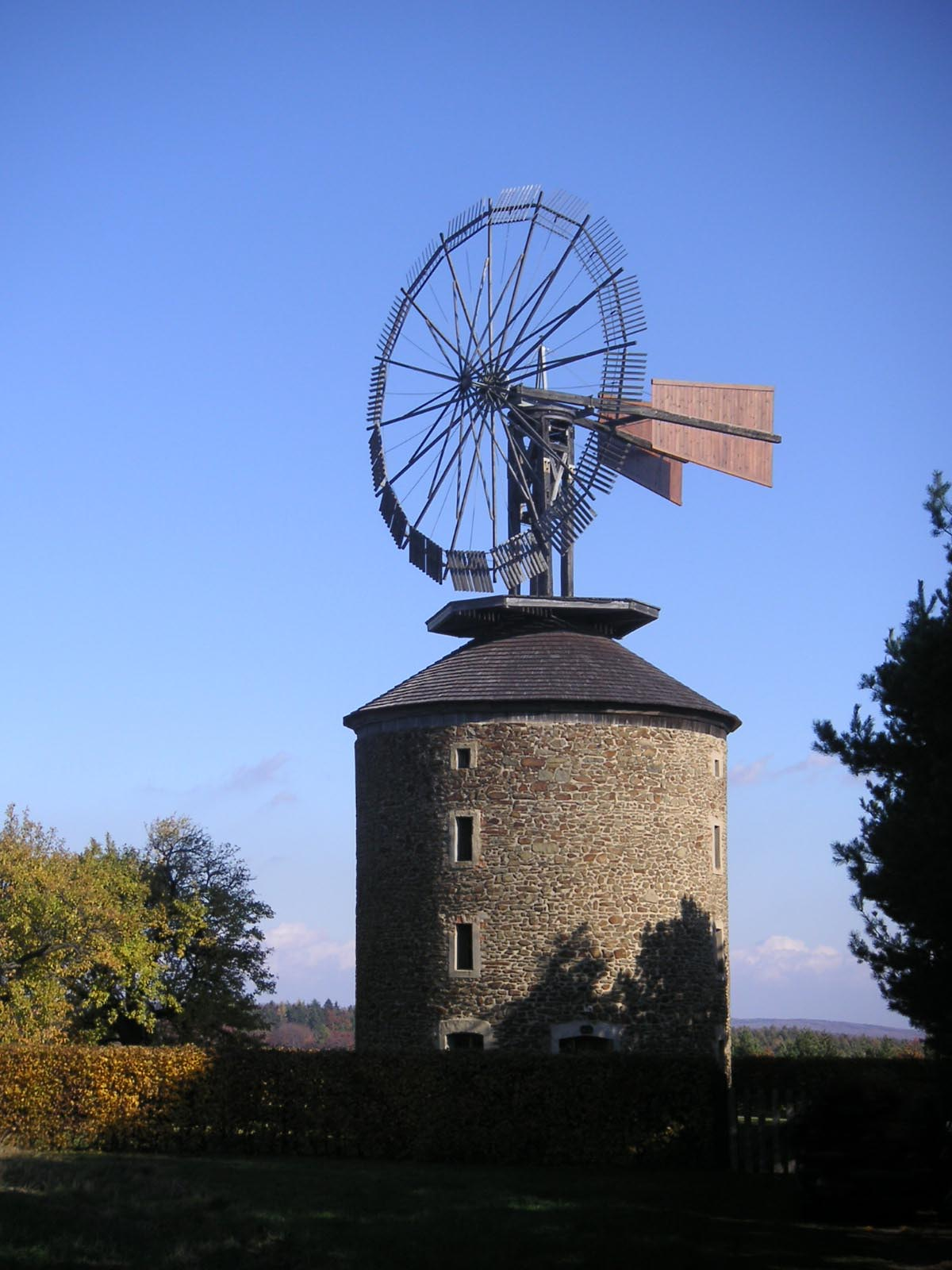
Halladayova turbína na mlýně v Ruprechtově

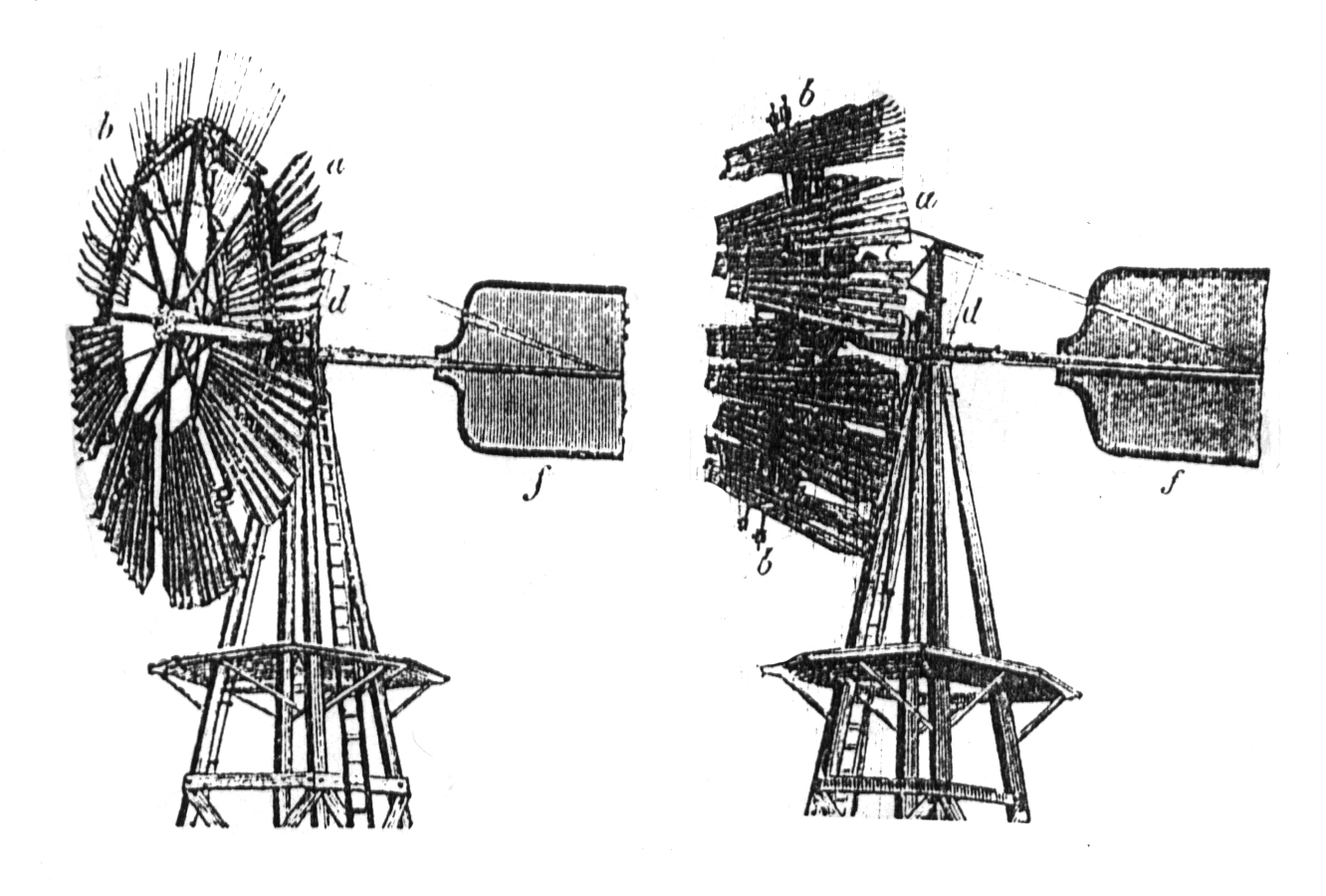
dobová Haladayova turbína na čerpadle - princip regulace

Halladayova turbína je větrný mnoholopatkový rotor.
Jeho konstruktérem byl severoamerický farmář Daniel Halladay (*1826 Vermont), který kolem roku 1854 sestrojil oběžné kolo se žaluziemi stavitelnými pomocí středově ovládaných táhel. V původním prostředí tento větrný motor sloužil zejména k pohonu vodních čerpadel, avšak záhy po svém rozšíření byl používán i k pohonu jiných strojů, tedy i mlýnských složení.
Koncem 19. století se několik motorů na stejném principu objevilo i na Moravě, např. Ruprechtov (jediný dochovaný), Tvarožná, Sivice, Kotvrdovice, Miroslav.